# Спираль Галилея
Спираль Галилея — плоская трансцендентная кривая, уравнение которой в полярных координатах имеет вид:
{\displaystyle \rho =\alpha \varphi ^{2}-d,} где {\displaystyle d\geqslant 0.}
Спираль Галилея можно представить как траекторию точки, равноускоренно движущейся по прямой, причём эта прямая равномерно вращается вокруг некоторой своей точки. Таким образом, уравнение можно переписать в обычных физических обозначениях:
{\displaystyle {\begin{cases}\rho ={\frac {1}{2}}at^{2}+v_{0}t+\rho _{0}\\\theta =\omega t\end{cases}}}
После поворота системы координат это уравнение можно привести к стандартному виду {\displaystyle \rho =\alpha \varphi ^{2}-d.}
Кривая симметрична относительно полярной оси, в полюсе — двойная точка, касательные к которой образуют углы с полярной осью {\displaystyle \pm {\sqrt {d/a}}.} На полярной оси расположено бесконечно много двойных точек, они находятся на расстояниях {\displaystyle \rho =\alpha k^{2}\pi ^{2}-d} (где {\displaystyle k=1,2,3,...}) от центра.
Уравнение криволинейных абсцисс: {\displaystyle ds={\sqrt {a^{2}+2b(a+2b)\theta ^{2}+b^{2}\theta ^{4}d\theta }}}
Названа в честь Г. Галилея в связи с его работами по теории свободного падения тел. Действительно, если учитывать вращение Земли, то траектория камня, падающего с башни — это спираль Галилея.